# Camacho (Minas Gerais)
Pour les articles homonymes, voir Camacho.
Camacho est une municipalité brésilienne de l'État du Minas Gerais et la microrégion de Formiga.